# Waiting on a Friend
Singles de The Rolling Stones
Start Me Up
(1981) Hang Fire
(1982)
Waiting on a Friend est une chanson des Rolling Stones parue en 1981 sur l'album Tattoo You.

## Histoire
Waiting on a Friend trouve son origine dans les séances d'enregistrement de l'album Goats Head Soup, en 1972-1973 à Kingston en Jamaïque , alors que Mick Taylor est encore le guitariste du groupe mais il ne joue pas sur la version finale de chanson. C'est une des rares chansons du groupe sur laquelle il n'y a que quatre musiciens, n'ayant pas besoin de guitariste soliste, n'apparaissent alors que Mick Jagger, Keith Richards, Bill Wyman et Charlie Watts. Waiting on a Friend est restée dans les cartons pendant près de dix ans avant que le groupe ne la retravaille pour Tattoo You.  Jagger écrit à cette occasion des paroles ayant pour thème l'amitié. La chanson reste fameuse pour le solo de saxophone de Sonny Rollins. 
Waiting on a Friend est le deuxième 45 tours extrait de Tattoo You. Elle se classe no 13 aux États-Unis, mais seulement 50e au Royaume-Uni. 

## Vidéo-clip
Un vidéo-clip est tourné par Michael Lindsay-Hogg, illustrant le titre de la chanson : on y voit Mick Jagger attendre Keith Richards devant l'entrée d'un immeuble new-yorkais (le même qui apparaît sur la pochette de l'album de Led Zeppelin Physical Graffiti). Alors que Jagger et Richards se rendent à leur destination, on voit sur un mur des affiches à l'image de la pochette de l'album Tattoo You du groupe. Vers la fin du vidéo-clip, Jagger et Richards rejoignent le reste du groupe dans un bar new-yorkais, et ils se mettent tous à leurs instruments respectifs, on y aperçoit Ron Wood à la guitare alors qu'il n'a pas joué sur la chanson.

## Musiciens
Rolling Stones
- Mick Jagger : chant, chœurs, guitare acoustique
- Keith Richards : guitare rythmique, chœurs
- Bill Wyman : basse
- Charlie Watts : batterie

Musiciens invités
- Nicky Hopkins : piano
- Sonny Rollins : saxophone ténor
- Mike Carabello : güiro, claves, cabasa et congas